# 원티드 (대한민국의 드라마)
《원티드》는 SBS에서 2016년 6월 22일부터 2016년 8월 18일까지 방영된 드라마 스페셜이다.

## 줄거리
국내 최고 여배우가 납치된 아들을 찾기 위해 생방송 리얼리티 쇼에서 범인의 요구에 따라 미션을 수행하는 고군분투기가 담긴 리얼리티 스릴 드라마.

## 등장 인물

### 주요 인물
- 김아중 : 정혜인(35세) 역 - 배우
- 지현우 : 차승인(33세) 역 - 강남경찰서 형사과 강력수사팀 경위
- 엄태웅 : 신동욱(38세) 역 - ‘정혜인의 원티드’의 피디
- 박해준 : 송정호(42세) 역 - 혜인의 남편, UCN의 사장 소현의 내연남

### 방송 제작진
- 이문식 : 최준구(48세) 역 - UCN 드라마국 국장, 원티드의 책임 프로듀서
- 박효주 : 연우신(35세) 역 - 프리랜서 방송 작가
- 전효성 : 박보연(26세) 역 - 조연출

### 수사팀
- 신재하 : 이영관(27세) 역 - 강남경찰서 강력계 신입, 승인의 파트너
- 김선영 : 오미옥(39세) 역 - 프로파일러, 경찰청 범죄정보지원계 경위
- 김병옥 : 정정기(54세) 역 - 강남경찰서 형사과 강력계 반장
- 지현준 : 박영식(38세) 역 - 강남경찰서 형사과 강력수사팀 경위
- 조민준 : 유동준(31세) 역 - 강남경찰서 형사과 강력수사팀

### 정혜인의 주변 인물
- 배유람 : 권경훈(25세) 역 - 혜인의 매니저
- 이승준 : 장진웅(36세) 역 - 인터넷 연예지 ‘스타라이프’ 기자
- 박호산 : 함태섭 역 - SG그룹 대표이사, 태영의 형
- 박민수 : 송현우(7세) 역 - 정호와 혜인의 아들

### 사건과 미션 관련 인물
- 한근섭 : 박세형 역 - 현우 납치 용의자
- 심은우 : 이지은 역 - BJ
- 정욱 : 김우진 역 - 교수, 한솔의 아버지 (첫 번째 미션)
- 김예준 : 김한솔 역 - 차트렁크에서 발견된 아동 (첫 번째 미션)
- 손종학 : 하동민 역 - 수정병원 소아과 과장 (두 번째 미션)
- 한민 : 김상미 역 - 수정병원 간호사 (두 번째 미션)
- 미상 : 김해주 역 - 김상미의 살해 청탁받은 인물 (두 번째 미션)
- 박상욱 : 조남철 역 - 전과자
- 추교진 : 임형순 역 - 조남철에게 살해당한 인물
- 안수빈 : 김양희 역 - 조남철의 여자친구
- 서현철 : 김상식 역 - 차승인의 선배 형사
- 이재균 : 나수현 역 - 커피숍 아르바이트생
- 박성근 : 고형준 역 - 나재현의 실종수사한 형사
- 진현광 : 문성혁 역
- 장준호 : 이용환 역 - 이지은의 아버지
- 최홍일 : 이태균 역 - 경찰청장
- 한가림 : 김소현 역 - 경찰청장의 혼외자식 정호의 내연녀
- 백승현 : 최필규 역 - 변호사
- 이재우 : 함태영 역 - 정혜인의 사별한 남편, 현우의 친아버지
- 미상 : 김태경 역 - 가습기살균제 피해자 가족
- 미상 : 이정희 역 - 화성 명진요양원 요양간호사, 가습기살균제 피해자 가족
- 미상 : 김봉준 역 - 7년 전 실종되었다가 저수지에서 숨진 채 발견된 의사

### 그 외
- 리민 : 김홍준 역 - 정혜인이 주연한 영화 ‘엄마’의 감독
- 정현석 : 방송국 피디 역 - 신동욱이 연출하던 프로그램 후임 피디
- 이창 : 토크쇼 ‘키스앤토크’ 피디 역
- 김성경 : 토크쇼 '키스앤토크' MC 역
- 주우재 : 토크쇼 '키스앤토크' 게스트 역
- 황영희 : 인터넷 연예지 ‘스타라이프’ 편집장 역
- 여운복 : 토론 프로그램 경찰측 패널 역
- 고인범 : 차승인의 아버지 역
- 신영진 : 부검의 역
- 강찬양 : 간호사 역
- 최유리 : 나영현 역 - 나수현의 동생
- 오희준 : 피에로 역 - 정혜인에게 미션지 전달
- 김민상 : 캡코 역
- 강헌 : 편의점 손님 역
- 송영규
- 김정학
- 손선근 : 경찰청 차장 역
- 강동엽 : 김상오 역 - 함태섭의 변호사
- 성민수 : 강영민 역 - 내사과 경찰공무원
- 정동규
- 지성근 : 가습기살균제 피해자 역
- 하경민

## OST

### Part 1
| #  | 제목                                  | 작사     | 작곡  | 편곡  | 재생 시간 |
| -- | ------------------------------------- | -------- | ----- | ----- | --------- |
| 1. | 〈Broken〉 (리디아 리)                | 감성소녀 | Score | Score |           |
| 2. | 〈Broken (English Ver.)〉 (리디아 리) | 감성소녀 | Score | Score |           |
| 3. | 〈Broken (Inst.)〉 (리디아 리)        |          | Score | Score |           |

### Part 2
| #  | 제목                             | 작사   | 작곡   | 편곡   | 재생 시간 |
| -- | -------------------------------- | ------ | ------ | ------ | --------- |
| 1. | 〈나는 너에게〉 (하동균)         | 하동균 | 하동균 | 고태영 |           |
| 2. | 〈나는 너에게 (Inst.)〉 (하동균) |        | 하동균 | 고태영 |           |

### Part 3
| #  | 제목                                        | 작사         | 작곡                         | 편곡   | 재생 시간 |
| -- | ------------------------------------------- | ------------ | ---------------------------- | ------ | --------- |
| 1. | 〈그림자〉 (예지(피에스타), 정채연(다이아)) | 최재우, 예지 | 똘아이박, 피터팬, 미친기집애 | 고태영 |           |
| 2. | 〈나는 너에게 (Inst.)〉 (하동균)            |              | 똘아이박, 피터팬, 미친기집애 | 고태영 |           |

## 시청률
아래의 파란색 숫자는 '최저 시청률'이고, 빨간색 숫자는 '최고 시청률'입니다. 시청률조사회사와 지역별로 시청률에 차이가 있을 수 있습니다.
| 2016년      | 2016년      | 2016년         | 2016년       | 2016년         | 2016년       |
| 회차        | 방송일      | TNmS 시청률    | TNmS 시청률  | AGB 시청률     | AGB 시청률   |
| 회차        | 방송일      | 대한민국(전국) | 서울(수도권) | 대한민국(전국) | 서울(수도권) |
| ----------- | ----------- | -------------- | ------------ | -------------- | ------------ |
| 제1회       | 6월 22일    | 6.9%           | 8.9%         | 5.9%           | 6.7%         |
| 제2회       | 6월 23일    | 6.6%           | 8.4%         | 7.8%           | 8.2%         |
| 제3회       | 6월 29일    | 6.2%           | 7.9%         | 6.7%           | 8.0%         |
| 제4회       | 6월 30일    | 7.0%           | 8.6%         | 7.6%           | 8.6%         |
| 제5회       | 7월 6일     | 5.7%           | 7.3%         | 7.0%           | 7.5%         |
| 제6회       | 7월 7일     | 8.4%           | 10.0%        | 7.1%           | 7.9%         |
| 제7회       | 7월 13일    | 7.1%           | 8.8%         | 7.7%           | 9.0%         |
| 제8회       | 7월 14일    | 7.2%           | 9.2%         | 7.7%           | 9.0%         |
| 제9회       | 7월 20일    | 5.5%           | 6.7%         | 5.4%           | 6.0%         |
| 제10회      | 7월 21일    | 6.9%           | 8.7%         | 6.5%           | 7.4%         |
| 제11회      | 7월 27일    | 5.8%           | 7.8%         | 6.0%           | 7.1%         |
| 제12회      | 7월 28일    | 6.7%           | 8.3%         | 6.5%           | 7.5%         |
| 제13회      | 8월 3일     | 5.3%           | 7.1%         | 5.2%           | 5.8%         |
| 제14회      | 8월 4일     | 6.1%           | 7.3%         | 5.2%           | 5.4%         |
| 제15회      | 8월 17일    | 4.7%           | 6.1%         | 4.7%           | 5.8%         |
| 제16회      | 8월 18일    | 5.1%           | 6.7%         | 4.9%           | 5.6%         |
| 평균 시청률 | 평균 시청률 | 6.3%           | 8.0%         | 6.4%           | 7.2%         |

## 결방
- 2016년 8월 10일 ~ 8월 11일 : 리우올림픽 방송으로 인해 결방

## 동시간대 드라마
KBS 수목드라마
- 《마스터 - 국수의 신》 (2016년 4월 27일 ~ 2016년 6월 30일)
- 《함부로 애틋하게》 (2016년 7월 6일 ~ 2016년 9월 8일)

MBC 수목드라마
- 《운빨로맨스》 (2016년 5월 25일 ~ 2016년 7월 14일)
- 《W》 (2016년 7월 20일 ~ 2016년 9월 14일)

## 수상
- 2016년 SBS 연기대상 장르드라마 부문 여자 특별 연기상 전효성